# Емідіо Кавіджолі
Емідіо Кавіджолі (італ. Emidio Cavigioli; нар. 3 липня 1925, Оменья — пом. 23 лютого 2015, Бусто-Арсіціо) — італійський футболіст, що грав на позиції півзахисника, нападника.

## Клубна кар'єра
Народився 3 липня 1925 року в місті Оменья. Вихованець футбольної школи клубу «Спарта Новара», у складі якого 1941 року дебютував у дорослому футболі у нижчих італійських лігах.
Протягом 1943—1944 років захищав кольори «Новари».
Після війни Кавіджолі перейшов до «Про Патрії». Відіграв за команду з містечка Бусто-Арсіціо наступні шість сезонів своєї ігрової кар'єри, вигравши в сезоні 1946/47 чемпіонат Серії В, забивши 14 м'ячів. Після цього Емідіо дебютував у Серії А. У сезоні 1951/52 років недовго захищав кольори «Торіно», проте не закріпився і повернувся в «Про Патрію».
Завершив професійну ігрову кар'єру 1957 року у клубі «Варезе» з Серії D, куди перейшов у 1956 році через серйозну травму меніска, після якої не міг грати на високому рівні.
Помер 23 лютого 2015 року на 90-му році життя у місті Бусто-Арсіціо.

## Виступи за збірну
1948 року у складі збірної був учасником футбольного турніру на Олімпійських іграх у Лондоні, на якому провів 2 матчі, забивши 3 голи.
| Дата       | Місто     | Господарі | Результат | Гості  | Турнір  | Голи | Примітки |
| ---------- | --------- | --------- | --------- | ------ | ------- | ---- | -------- |
| 02/08/1948 | Брентфорд | США       | 0 – 9     | Італія | ОІ 1948 | 2    |          |
| 05/08/1948 | Лондон    | Данія     | 5 – 3     | Італія | ОІ 1948 | 1    |          |
| Усього     |           | Матчів    | 2         |        | Голів   | 3    |          |